# Douro Litoral

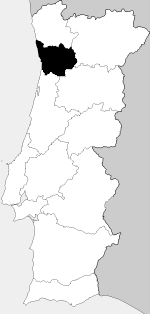
Antiga província del Douro Litoral

Douro Litoral era una antiga província (o regió natural) portuguesa, instituïda formalment per una reforma administrativa de 1936. No obstant això, les províncies mai van tenir cap atribució pràctica, i van desaparèixer del vocabulari administratiu (que no del vocabulari quotidià dels portuguesos) amb l'entrada en vigor de la Constitució de 1976.

## Localització
Limitava al nord amb el Minho, a l'est amb Trás-os-Montes e Alto Douro, al sud-est amb la Beira Baixa, al sud amb la Beira Litoral i a l'oest amb l'oceà Atlàntic.

## Composició
Llavors estava constituïda per 23 concelhos, integrant la totalitat de l'actual districte de Porto, i a més quatre concelhos del districte d'Aveiro i dos del districte de Viseu. Tenia la seva capital en la ciutat de Porto.
- Districte d'Aveiro: Arouca, Castelo de Paiva, Espinho, Santa Maria da Feira.

- Districte de Porto: Amarante, Baião, Felgueiras, Gondomar, Lousada, Maia, Marco de Canaveses, Matosinhos, Porto, Paços de Ferreira, Paredes, Penafiel, Póvoa de Varzim, Santo Tirso, Valongo, Vila do Conde, Vila Nova de Gaia.

- Districte de Viseu: Cinfães, Resende.

Si encara avui aquesta província existís, contaria probablement amb 24 municipis, doncs posteriorment va ser creat un nou concelho, a l'àrea del districte de Porto: Trofa (en 1997, per secessió de Santo Tirso). Per a alguns geógrafos, aquesta província, en conjunt amb el Minho, formava una unitat geogràfica major: l'Entre Douro e Minho.

## Actualitat
Actualment, el seu territori es reparteix entre les regions Nord i Centre de Portugal, abastant la primera la totalitat del Gran Porto, dues concelhos de l'Ave (Santo Tirso i Trofa), i la major part del Tâmega (llevat els concelhos més septentrionals de Cabeceiras de Basto, Celorico de Basto, Mondim de Basto i Ribeira de Pena); la segona comprèn dos concelhos d'Entre Douro e Vouga (Arouca i Santa Maria da Feira).